# Kopek Janka
Kopek Janka (Budapest, 1987. január 11.) magyar színésznő, műsorvezető.

## Életpályája
2005-ben érettségizett a Budapesti Osztrák Iskolában, majd 2006-tól 2009-ig a Pesti Magyar Színiakadémia tanulója volt. 2009-ben felvételt nyert a Kaposvári Egyetem Színművész szakára, ahol 2014-ben diplomázott. Szakmai gyakorlatát a Vígszínházban töltötte, amelynek 2014-2024 között társulati tagja. 2016-tól a Budapest Fashion Week műsorvezetője. 2019-től a Vígszínház heti élő műsorának, a VÍGLIVE-nak a műsorvezetője és főszerkesztője volt. 2024-től szabadúszó.
2018 óta a Vígszínház nemzetközi kapcsolatok menedzsereként is dolgozik. Főszervezője a Független Színházi Fesztiválnak, amelynek a Pesti Színház ad otthon, illetve a szintén 2018-ban indított CLASSPERIMENTAL programnak, amelynek keretében európai fiatal rendezők értékes gyakorlati tapasztalatot szerezhetnek a Vígszínház művészeti és műszaki egységeinek megismerése során.
2021-ben szerepelt a Mestercukrász című műsorban.

## Színházi szerepei
| Bemutató ideje       | Színdarab címe                     | Műfaja            | Színház                              | Szerep                          |
| -------------------- | ---------------------------------- | ----------------- | ------------------------------------ | ------------------------------- |
| 2023                 | Az üvegcipő                        | próza             | Vígszínház                           | Róza                            |
| 2022                 | Barátom, Harvey!                   | próza             | Vígszínház                           | Titkárnő                        |
| 2021                 | Kabaré                             | musical           | Vígszínház                           | Madame Mirelle                  |
| 2020. október 16.    | Az öreg hölgy látogatása           | próza             | Vígszínház                           | Anita, riporternő               |
| 2019                 | Mágnás Miska                       | operett           | Vígszínház                           | Kati néni, szakácsnő            |
| 2019. december 21.   | II. Richárd                        | próza             | Pesti Színház                        | Ross                            |
| 2019. március 1.     | Baal                               | próza             | Pesti Színház                        | Nagyobb nővér, Sápadt lány      |
| 2018. június 6.      | Legnagyobb közös többszörös        | szóló performansz | Schauspiel Stuttgart                 |                                 |
| 2018. március 3.     | Egy éj a Paradicsomban             | próza             | Vígszínház                           | Gyopárka                        |
| 2017. február 26.    | Háború és Béke                     | próza             | Vígszínház                           | Anna                            |
| 2017. szeptember 30. | Máglya                             | próza             | Vígszínház                           |                                 |
| 2016. április 1.     | Földrengés Londonban               | próza             | Vígszínház                           | Simon, Liberty                  |
| 2015. december 20.   | Istenítélet                        | próza             | Vígszínház                           | Tituba                          |
| 2015. szeptember 21. | Kártyázó asszonyok                 | felolvasószínház  | Pesti Színház                        |                                 |
| 2015. október 23.    | Találkozás                         | próza             | Pesti Színház                        |                                 |
| 2015. március 14.    | Koldusopera                        | zenés dráma       | Vígszínház                           | Vixi                            |
| 2015. március 1.     | Apátlanok                          | próza             | Orlai Produkciós Iroda és k2 Színház | Anna Petrovna                   |
| 2014. december 7.    | Két úr szolgája                    | próza             | Pesti Színház                        |                                 |
| 2014. szeptember 14. | Ha majd egyszer mindenki visszajön | próza             | Pesti Színház                        |                                 |
| 2014. március 14.    | Vőlegény                           | próza             | Pesti Színház                        | Pendzsi                         |
| 2013. október 25.    | Danton halála                      | próza             | Vígszínház                           | francia nép                     |
| 2013. szeptember 8.  | Popfesztivál 40                    | musical           | Vígszínház                           |                                 |
| 2013. március 8.     | Átutazók                           | próza             | Vígszínház                           | Angela, az amerikai menyasszony |
| 2012. január 8.      | Makrancos Kata                     | próza             | Vígszínház                           |                                 |
| 2012                 | Téli utazás                        | próza             | Stúdió K                             |                                 |
| 2012                 | Tizenkét dühös ember               | próza             | Stúdió K                             |                                 |
| 2011                 | Sziszüphosz                        | próza             | k2 Színház                           |                                 |
| 2009. június 24.     | Peanuts                            | próza             | Laboratorium Animae Társulat         |                                 |
| 2009. február 27.    | Tündérlaki lányok                  | próza             | Magyar Színház                       |                                 |

## Filmszerepei
- Valami madarak (2023) ...Ana
- Így vagy tökéletes (2021) ...Nő a könyvesboltban
- Kölcsönlakás (2019) ...Szilvi
- Perújrafelvétel (2017)
- Gondolj rám (2016) ...Nővér

## Sorozatok
- Tóth János (2018) ...Csaj
- Korhatáros szerelem (2018) ...Tervezőnő
- Marslakók (2012) ...Pincérnő
- Barátok közt